# ヴィルヘルム・フォン・トーマ

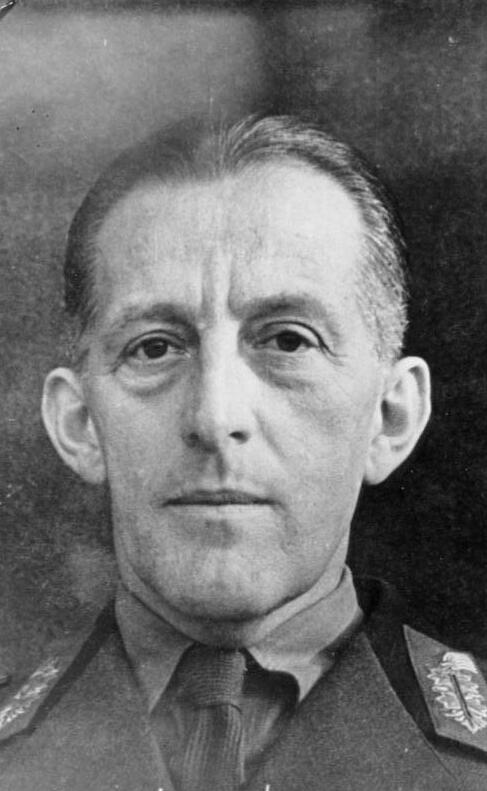
ヴィルヘルム・フォン・トーマ

ヴィルヘルム・リッター・フォン・トーマ（Wilhelm Ritter von Thoma, 1891年9月11日 - 1948年4月30日）は、ドイツの陸軍軍人。最終階級はドイツ国防軍装甲兵大将。

## 経歴
バイエルン王国の森林官吏の息子としてダッハウに生まれる。学校を卒業後、1912年9月に第3バイエルン「カール王子」歩兵連隊に士官候補生として入営。1913年5月、見習士官となり、1914年8月に少尉に昇進した。同月勃発した第一次世界大戦では、ヴォージュ山脈、ロレーヌ、ナンシー、エピナルでの戦闘に従軍。ついで史上初めて戦車が大量投入されたカンブレーの戦いに参加。大戦では何度も負傷し、1916年6月にマックス＝ヨーゼフ勲章を受章し、「騎士」（Ritter）を名乗ることを許された。1918年4月に中尉に昇進。終戦直前にアメリカ軍の捕虜となった。1919年9月に釈放される。
1920年にヴァイマル共和国軍に採用される。1922年7月から第7師団自動車大隊に配属される。1925年2月に大尉に昇進し、ヴュルツブルクに駐屯する大隊の第2中隊長に任命された。1930年に参謀将校に転じ、1931年から翌年にかけてはミュンヘンの第7師団衛生部隊に勤務。1934年4月に少佐に昇進。同年10月、第4装甲連隊第II中隊司令官に就任。スペイン内戦にコンドル軍団の一員として従軍。1936年8月に中佐に昇進し、スペインからの受勲多数。1938年4月に大佐に昇進。ドイツに凱旋後、ウィーンの第3装甲連隊長に任命される。
第二次世界大戦冒頭のポーランド侵攻では同連隊は第2装甲師団の一部として従軍し、ブグ川まで進撃。1940年3月、陸軍総司令部に転属となり、快速部隊監察に就任。同年8月に少将に昇進し、第17装甲旅団長に任命され、翌年のバルバロッサ作戦に従軍。キエフの戦いでの戦功により12月に騎士鉄十字章を受章。1942年5月から再度陸軍総司令部で快速部隊監察に転じ、8月に中将に昇進して9月からドイツアフリカ軍団司令官に任命された。同年10月、独伊連合軍からなるアフリカ装甲軍司令官代理に就任し、装甲兵大将に昇進した。1942年11月、エル・アラメインの戦いに於いて、敗戦濃厚な状況での本国からの戦略的に無意味な死守命令に激怒、部隊を率いて突撃を敢行しイギリス軍の捕虜となり、11月にイギリスのトレント・パークにあった高級士官捕虜収容所に送られた。収容所での尋問では、もはやヒトラーを支持していないと述べている。
戦後釈放され、ダッハウで死去した。

## 文献
- Sönke Neitzel: Abgehört. Deutsche Generäle in britischer Kriegsgefangenschaft 1942–1945. Propyläen, Berlin, München 2005, ISBN 3549072619.